# Coryphaeschna huaorania
Coryphaeschna huaorania – gatunek ważki z rodziny żagnicowatych (Aeshnidae). Występuje na terenie Ameryki Południowej.